# Дабачи
Дабачи, Даваци (калм. Давчи, монг. Даваач; ум. 1759, Чжанцзякоу) — восьмой хунтайджи Джунгарского ханства (1753 — 1755), представитель рода Чорос, сын Намджил-Даши, сына джунгарского полководца Церен-Дондоба, внука Эрдэни-Батура.

## Биография
После смерти хунтайджи Галдан-Цэрэна в Джунгарии разгорелись междоусобицы, победителем из которых вышел Дабачи (Даваци). Однако ряд нойонов возвели на престол своего ставленника — Немеху-Джиргала (Жиргала), и в Джунгарии оказалось сразу два правителя. 
С помощью Амурсаны Даваци низложил и убил конкурента. Но вскоре его сподвижник, хойтский князь Амурсана, потребовал отдать ему «кан-каракольские, тау-телеутские, телецкие и саянские земли». Отказ Дабачи вызвал вражду с Амурсаной, дошедшую до военных столкновений. В августе 1754 года Амурсана потерпел поражение и бежал в Халху, откуда обратился за помощью к цинскому императору Цяньлуну. 
При дворе Амурсану встретили с большой радостью. Цинская династия увидела в Амурсане удобное орудие в борьбе за осуществление своей заветной цели — уничтожение Джунгарского ханства. Цяньлун организовал большой карательный поход на Джунгарию. Огромная цинская армия вторглась в Джунгарию и оккупировала всю территорию ханства. В июне-июле 1755 года маньчжуры захватили важные районы Иртыша и Или. Вместе с маньчжурами находился хойтский нойон Амурсана. Многие ойратские нойоны стали переходить на сторону Амурсаны. Сам Дабачи с 7-тысячным войском укрылся в укреплении у озера Хашин, где был атакован цинской армией. Дабачи с 4-тысячным войском отступил к казахской границе, где к нему присоединилось три тысячи казахов. Оттуда Дабачи с боями пробился к Алтайским горам, затем повернул в Кашгарию, где в июле 1755 года был схвачен в Куче и передан цинскому командованию.
Пленный Дабачи (Даваци) был под конвоем отправлен в Пекин, но был принят в плену ласково, удостоен звания цинь-вана, получил в своё распоряжение прислугу и право ежедневно лицезреть цинского императора. Сын Дабачи Лубджа был впоследствии женат на императорской племяннице. Дабачи был нужен Цяньлуну на случай захвата власти в Джунгарии Амурсаной.
Однако в 1759 году Дабачи умер.